# رهاب الأجانب في جنوب إفريقيا

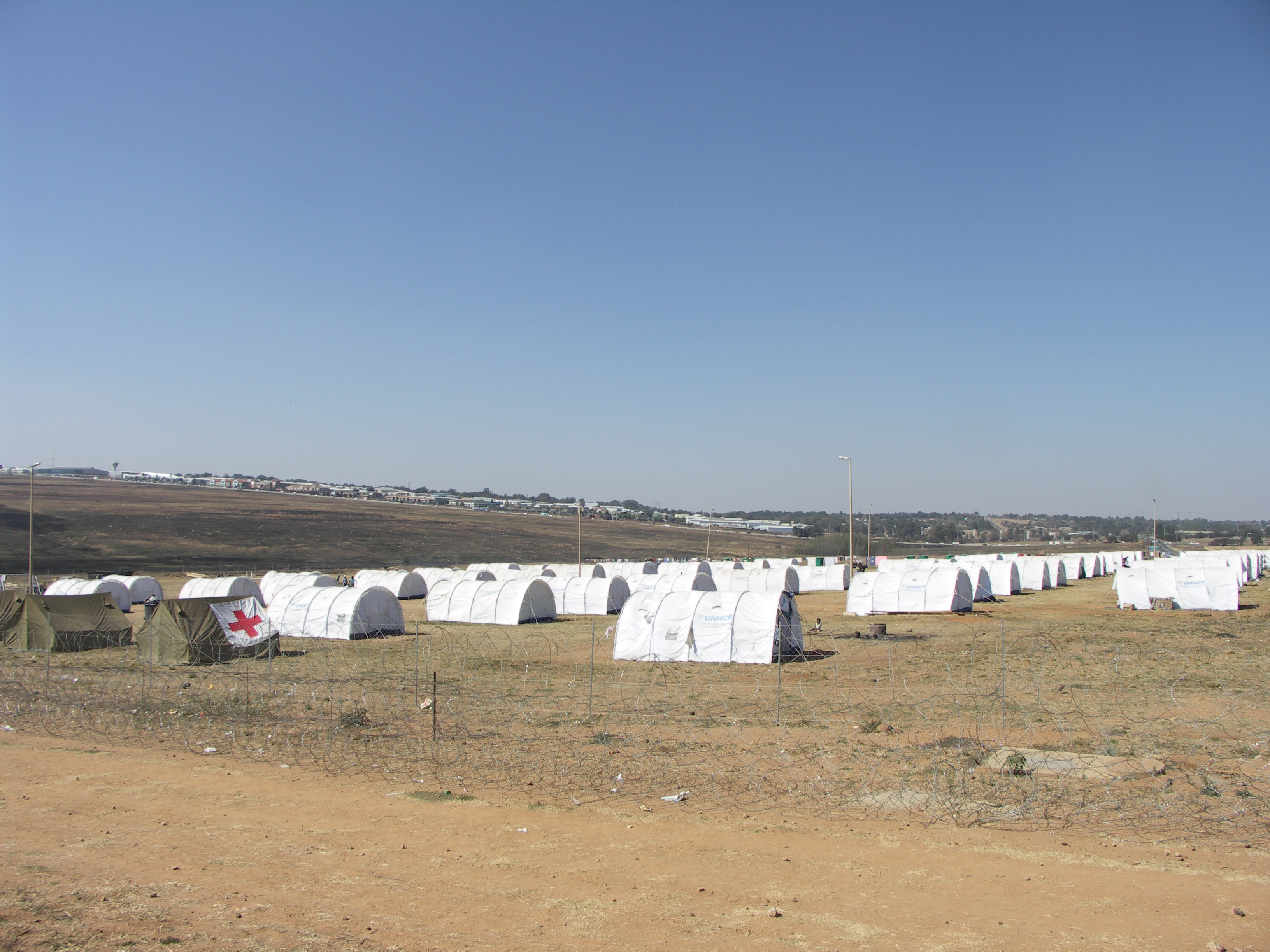
خيام مفوضية شؤون اللاجئين في أحد مخيمات في أعقاب حوادث العنف ضد الأجانب وأعمال الشغب خلال طريق أوليفانتسفونتين عام 2008 ، ميدراند ، جوهانسبرج ، جنوب إفريقيا.

واجه مهاجرو البلدان الأخرى، في جنوب أفريقيا، قبل عام 1994، التمييز وكذلك العنف. ارتفعت معدلات رهاب الأجانب، خلافًا للتوقعات، بعد حكم الأغلبية عام 1994. لقي 67 شخصًا، على الأقل، حتفهم، في ما اعتُبر اعتداءً بدافع رهاب الأجانب، في الفترة ما بين عام 2000 ومارس 2008. أسفرت سلسلة من الهجمات، في مايو 2008، عن مقتل 62 شخصًا، رغم أن 21 من القتلى كانوا من مواطني جنوب أفريقيا.  كان رهاب الأجانب الدافع وراء الهجمات. حدث ارتفاع آخر في الهجمات المدفوعة برهاب الأجانب ضد المهاجرين، بجميع أنحاء البلد، في عام 2015، ما دفع عددًا من الحكومات الأجنبية إلى الشروع في إعادة مواطنيها إلى أوطانهم. أظهر استطلاع أجراه مركز بيو للأبحاث، في عام 2018، أن 62% من مواطني جنوب أفريقيا ينظرون إلى المهاجرين على أنهم عبء على المجتمع، بالحصول على الوظائف والمزايا الاجتماعية، وأن 61% من مواطني جنوب أفريقيا يعتقدون بمسؤولية المهاجرين عن الجريمة بقدر أكبر من الجماعات الأخرى. زادت الجاليات المهاجرة في جنوب أفريقيا، بين عامي 2010 و2017، من 2 مليون شخص إلى 4 ملايين. ارتفعت نسبة المواليد الأجانب، بين مجموع سكان جنوب أفريقيا، وفقًا لمنظمة الهجرة الدولية، من 2.8% في عام 2005 إلى 7% في عام 2019، رغم انتشار رهاب الأجانب في البلاد. جعل ذلك جنوب أفريقيا أكبر متلقٍ للمهاجرين في القارة الأفريقية عام 2019.

## رهاب الأجانب في جنوب إفريقيا قبل عام 1994

### الهجمات على المهاجرين الموزمبيقيين والكونغوليين
فر ما بقرب من 50,000 إلى 350,000 موزمبيقيي إلى جنوب أفريقيا، بين عام 1984 وانتهاء الأعمال العدائية في ذلك البلد. سُمح لهم بالاستقرار في البانتوستان أو المناطق ذات الغالبية السوداء، التي أُنشئت أثناء نظام الفصل العنصري، رغم أنهم لم يُمنحوا قط صفة اللاجئ. تباين التعامل في الواقع بشكل كبير، إذ حظرت الليبوا المستوطنين الموزمبيقيين صراحة، في حين رحبت غازانكولو باللاجئين بالأرض والمعدات. وجد المقيمون في غازانكولو، مع ذلك، أنفسهم مقيدين في موطنهم ومعرضين للترحيل إذا دخلوا جنوب أفريقيا رسميًا، وتوجد أدلة على أن مضيفيهم حرموهم من الحصول على الموارد الاقتصادية.
شهدت الاضطرابات والحروب الأهلية كذلك هجرة أعداد كبيرة من الكونغوليين إلى جنوب أفريقيا، العديد منهم بشكل غير قانوني، في عامي 1993 و1997. خلصت دراسات لاحقة إلى وجود دلائل على وجود مواقف تنم عن رهاب الأجانب تجاه هؤلاء اللاجئين، تتمثل في حرمانهم من الحصول على الرعاية الصحية الأولية التي يحق لهم الحصول عليها.

## رهاب الأجانب في جنوب إفريقيا بعد عام 1994
يُعتقد أن رهاب الأجانب في جنوب أفريقيا قد ازداد، على نحو كبير، بعد انتخاب حكومة ذات أغلبية سوداء عام 1994، رغم عدم وجود بيانات قابلة للمقارنة على نحو مباشر. وفقًا لدراسة نشرها البرنامج الجنوب الأفريقي للهجرة عام 2004:
شرعت حكومة حزب المؤتمر الوطني الأفريقي، في محاولاتها للتغلب على انقسامات الماضي وبناء أشكال جديدة من التماسك الاجتماعي.... في تنفيذ مشروع قوي وشامل لبناء الدولة. كان نمو التعصب تجاه الغرباء أحد النتائج الجانبية غير المتوقعة لهذا المشروع... وقد شاع العنف ضد المواطنين الأجانب واللاجئين الأفارقة على نحو متزايد، وانقسمت الأقليات نتيجة للعداء والاشتباه بهم.
استندت الدراسة إلى استطلاع آراء المواطنين في جميع الدول الأعضاء بمجموعة التنمية لأفريقيا الجنوبية، ووجدت أن جنوب أفريقيا الأكثر في التعبير عن المشاعر المعادية للمهاجرين، إذ يؤيد 21% من جنوب أفريقيا الحظر الكامل على دخول الأجانب، ويؤيد 64% فرض قيود صارمة على الأعداد المسموح بها. على النقيض من ذلك، جاءت أعلى نسبة تأييد فرض حظر كامل على الهجرة في ناميبيا المجاورة، وبوتسوانا، والتي بلغت 10%.

### الأجانب وشرطة جنوب إفريقيا
وجدت دراسة أجراها مركز دراسة العنف والمصالحة، في عام 2004، بشأن مواقف ضباط الشرطة بمحافظة جوهانسبرغ، أن 87% من المشاركين يعتقدون بتورط غالبية المهاجرين غير الشرعيين في جوهانسبرغ في أعمال الجريمة، رغم عدم وجود أدلة إحصائية تثبت هذا التصور. أدت هذه الآراء، إضافة لافتقار الأجانب غير الشرعيين للشعور بالأمان، بحسب بعض المحللين، إلى سوء المعاملة، كالعنف والابتزاز.
زعم ممثل اللاجئين البورونديين في ديربان، باجتماع عُقد في مارس عام 2007 مع وزيرة الشؤون الداخلية، نوسيفيوي مابيسا نكاكولا، بأنه لا يمكن للمهاجرين الركون إلى الشرطة من أجل حمايتهم، لأنها تسيء معاملتهم وتسرقهم وتتهمهم دون دليل بالتجارة في المخدرات، بدلًا من أن توفر لهم الحماية. اعترفت مابيسا نكاكولا، قبل ذلك بعامين، في اجتماع مماثل في جوهانسبرغ، بتعرض اللاجئين وملتمسي اللجوء لسوء المعاملة على أيدي الشرطة بمواقف تنم عن رهاب الأجانب.

### أعمال العنف قبل مايو 2008
وفقًا لإحدى تقارير هيومن رايتس ووتش عام 1998، تعرض المهاجرون من مالاوي وزيمبابوي وموزمبيق، الذين يعيشون ببلدة ألكسندرا، «للاعتداء الجسدي على مدى عدة أسابيع في يناير 1995، إذ كانت العصابات المسلحة تكشف عن المهاجرين غير الشرعيين المشتبه بهم وتقتادهم إلى مركز الشرطة في محاولة «لتطهير» البلدة من الأجانب». ألقت الحملة المعروفة باسم بويليخايا (عودوا إلى الوطن) باللائمة على الأجانب في ما يتعلق بالجريمة والبطالة والاعتداءات الجنسية.
أُلقي بمواطن موزمبيقي ومواطنين سنغاليين من قطار في سبتمبر 1998. نفذ هذا الاعتداء مجموعة عائدة من تجمع لام الأجانب على البطالة والجريمة وانتشار الإيدز.
قُتل سبعة أجانب في منطقة كيب فلاتس على مدى خمسة أسابيع، في عام 2000، في ما وصفته الشرطة بأنها جرائم قتل بدافع رهاب الأجانب، إذ ربما كان دافعها الخوف من مطالبة الغرباء لممتلكات تخص السكان المحليين.
في أكتوبر 2001، منح سكان بلدة زاندسبروت مواطني زمبابوي مهلة عشرة أيام لمغادرة المنطقة. طُرد الأجانب بالقوة وأُحرقت أكواخهم ونُهبت حين رفضوا المغادرة طوعًا. ذكر أفراد البلدة أنهم غاضبون من توظيف الزمبابويين في حين ظل السكان المحليون عاطلين عن العمل، وقد ألقوا باللائمة على الأجانب في عدد من الجرائم. لم يُبلغ عن وقوع إصابات بين المتضررين الزيمبابويين.
لقي أربعة أشخاص على الأقل مصرعهم، في الأسبوع الأخير من عام 2005 والأسبوع الأول من عام 2006، من بينهم اثنان من زيمبابوي، في مستوطنة أوليفنهوتبوش بعد إلقاء اللوم على الأجانب في وفاة رجل محلي. أُضرمت النيران في أكواخ الأجانب وطالب السكان المحليون الشرطة بترحيل جميع المهاجرين من المنطقة.
ناشد اللاجئون الصوماليون الحماية في أغسطس 2006، بعد مقتل 21 تاجرًا صوماليًا في يوليو من ذلك العام، ومقتل 26 آخرين في أغسطس. يعتقد المهاجرون أن الدافع وراء الاغتيالات هو رهاب الأجانب، رغم أن الشرطة رفضت الادعاء بتنظيم حملة منسقة لطرد التجار الصوماليين من بلدات محافظة كيب الغربية.
ازدادت الهجمات على الرعايا الأجانب على نحو ملحوظ في أواخر عام 2007، ويُعتقد أنه قد وقع ما لا يقل عن اثني عشر هجومًا بين يناير ومايو 2008. وقعت أفظع الحوادث في 8 يناير 2008، حين قُتل اثنان من أصحاب المتاجر الصوماليين في مدينتي جيفريز باي وإيست لندن في محافظة كيب الشرقية، ثم في مارس 2008، حين قُتل سبعة أشخاص، من بينهم زمبابويون وباكستانيون ومواطن صومالي، بعد أن أُضرمت النيران في محالهم وأكواخهم في أتريدجفيل بالقرب من مدينة بريتوريا.